# Gilbert Cousin

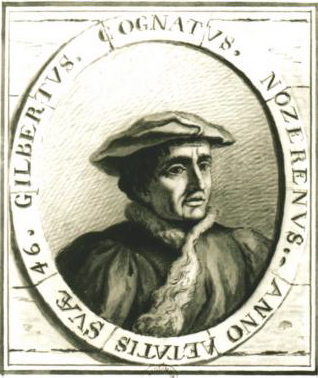
Gilbert Cousin

Gilbert Cousin (links) mit Erasmus von Rotterdam

Gilbert Cousin (* 21. Januar 1506 in Nozeroy als Gilbertus Cognatus Nozerenus; † 22. Mai 1572 im Gefängnis von Besançon) war ein französischer Humanist und Theologe. In seinen jungen Jahren war er der Privatsekretär von Erasmus von Rotterdam.

## Leben
Cousin wurde in Nozeroy im französischen Jura in der Region Franche-Comté geboren, sein Vater war ein Amtmann der Herren von Nozeroy. Nach einem Studium an der Universität in Dole erhielt er 1530 eine Anstellung in Freiburg im Breisgau als Sekretär von Erasmus von Rotterdam. Sehr bald verband die beiden eine Freundschaft.
1535 ging Cousin nach Nozeroy zurück, empfing dort die Priesterweihe und wurde Domherr. Seine Pläne, wieder zu Erasmus zurückzukehren, zerschlugen sich, als dieser 1536 starb.
In Nozeroy scharte Cousin bald einen Zirkel von Schülern um sich und entfaltete eine rege literarische Tätigkeit. 1558 begleitete er seinen Schüler, den jungen Erzbischof von Besançon Claude de La Baume, auf eine Reise nach Italien.
Cousin hielt wie Erasmus Distanz zur Reformation, blieb aber in engem brieflichem Kontakt mit Gelehrten aller Konfessionen. Das brachte ihn bald in den Ruf eines Häretikers. 1567 wurde er gefangen gesetzt und 1572, kurz vor der Eröffnung des Prozesses gegen ihn, starb er an einer plötzlichen Erkrankung im Gefängnis.
Zu seinen wichtigsten Werken gehören eine Beschreibung der Freigrafschaft und eine Sammlung von Fabeln. In Deutschland hatte sein erstes Werk, eine kleine lateinische Schrift über die rechte Auswahl eines Dieners, einen gewissen Erfolg: Oiketes sive de officio famulorum, Paris 1535 und Basel 1535, Antwerpen 1536 und Lyon 1539. Als ehemaliger Famulus gab Cousin Ratschläge, nach welchen Kriterien ein guter Diener auszuwählen ist, wie man ihn auf die Probe stellen kann und wie man sich allgemein dem Gesinde gegenüber verhalten sollte. Das Buch ist dem seit dem 15. Jahrhundert auch von Humanisten viel behandelten Themenkreis der Ehe und der Familie, also dem Bereich des Hauses oder der Oeconomia, zuzurechnen. Neu ist das spezielle Interesse an der Dienerschaft und dem Gesinde.
Die lutherischen Pastoren behandelten das Thema „Pflichten des Gesindes“ seit der Mitte des 16. Jahrhunderts im Zusammenhang ihrer Predigten über die Luthersche „Haustafel“, eine Sammlung von Sprüchen zu den Pflichten verschiedener Stände, u. a. auch der Hausherren und der Diener. Auch die Gebetbücher enthielten oft spezielle Abschnitte für Knechte und Mägde. Im Zusammenhang mit den zur selben Zeit in Mode kommenden „Teufelbüchern“ gab es auch einen vielmals aufgelegten „Gesindeteufel“ (Peter Glaser, 1564). Cousins Schrift wurde hier viel zitiert, und besonders beliebt war das Sinnbild eines idealen Dieners mit „Schweinemaul“ (weil er klaglos alles isst, was man ihm vorsetzt), „Hirschbeinen“ (wegen seiner Flinkheit) und einem Bügel mit zwei Wassereimern auf den Schultern (wegen seiner Emsigkeit). Am Ende des Jahrhunderts wurde der Text vom Pfarrer Johannes Dinckel neu herausgegeben und zugleich auch ins Deutsche übersetzt, wobei das zitierte Sinnbild als Titelillustration diente.

## Werke
- Oiketēs sive de officio famulorum, 1535
- Sylva narrationum Gilberti Cognati Nozereni, Diligenter purgata, et uberior reddita : adiecta sunt eiusdem argumenti & quaedam alia, lectu perquam iucunda, 1552
- Brevis ac dilucida Burgundiae superioris, quae Comitatus nomine censetur, descriptio, 1552 (Gallica)
- De legali studio, Gilberti Cognati Nozereni epistolae : una ad Ioan. Metellum: altera ad Anatolium Frontinum, 1560